# Бассейн (фильм, 2003)
Бассейн (англ. Swimming Pool) — кинофильм, психологическая драма режиссёра Франсуа Озона. Премьера состоялась в 2003 году.

## Сюжет
Британская писательница, автор детективных романов Сара Мортон (Шарлотта Рэмплинг) приезжает в дом своего издателя Джона Бослода на юге Франции, чтобы заняться созданием нового романа. Она настраивается на творчество, знакомится с местными достопримечательностями, привыкает к новой обстановке. По натуре Сара — интроверт: она не любит общаться даже с поклонниками своего таланта. Едва она принимается за работу, в доме появляется взбалмошная, сексапильная Жюли — дочь хозяина. Она постоянно болтает и слушает музыку на большой громкости, а по ночам водит к себе мужчин, причём каждую ночь — нового.
Внешне чопорная и привыкшая к спокойствию писательница сначала чувствует крайнее раздражение, однако потом проникается интересом к Жюли и неожиданно решает сделать её героиней своего нового творения.
Однажды, после одной из бурных ночей Жюли, выясняется, что очередной любовник мёртв по её вине. Сара узнаёт историю жизни Жюли (погибшая мать, невнимательный отец) и решает помочь ей скрыть следы преступления. Всё проходит удачно, Жюли уезжает к новому бойфренду, Сара возвращается в издательство.
Перед тем как уехать, Жюли оставляет Саре рукопись с неопубликованным романом своей матери. Мортон использует эту рукопись, чтобы закончить свою новую книгу. Она отдаёт свой роман издателю, но тот отказывается его публиковать, говоря, что описание чувств не является сильной стороной писательницы. В ответ на это Сара достает экземпляр романа под названием «Бассейн», уже напечатанный в другом издательстве, и просит Джона передать его дочери. Сара выходит из кабинета Джона Бослода и видит девушку, которая представляется дочерью Джона, но это совершенно другой человек, при этом отличия присутствуют не только во внешности и имени (присутствующие называют девушку Джулией), но и в отношениях с отцом, которые показаны как близкие и доверительные, что противоречит рассказам Жюли. Фильм оставляет открытым вопрос, была ли Жюли в реальности или это плод творческого воображения уставшей писательницы, или это была самозванка, или у Джона было две дочери.

## В ролях
| Актёр             | Роль              |
| ----------------- | ----------------- |
| Шарлотта Рэмплинг | Сара Мортон       |
| Людивин Санье     | Джули             |
| Чарльз Дэнс       | Джон Бослод       |
| Жан-Мари Ламур    | Фрэнк             |
| Марк Файоль       | Марсель           |
| Мирей Моссе       | дочь Марселя      |
| Мишель Фо         | первый человек    |
| Жан-Клод Лекас    | второй человек    |
| Эмили Гавуа-Кан   | официантка в кафе |
| Эрард Форестали   | старик            |
| Лорен Фэрроу      | Джулия            |
| Себастьян Харкомб | Терри Лонг        |
| Фрэнсис Кука      | Леди              |
| Кейт Йитс         | отец Сары         |
| Тришиа Эйлин      | секретарь Джона   |
| Глен Дэвис        | бармен            |

## Награды и номинации
- 2003 — номинация на премию «Каннского кинофестиваля».
- 2003 — премия Европейской киноакадемии в категории «Лучшая женская роль» и 4 номинации в категориях «Лучший фильм», «Приз зрительских симпатий» (2 — актрисам, 1 — режиссёру).
- 2004 — 2 номинации на премию «Сезар» в категориях «Лучшая женская роль» и «Лучшая женская роль второго плана».

## Отзывы
Фильм получил положительные отзывы кинокритиков. На сайте Rotten Tomatoes у картины 84 % положительных рецензий на основе 151 отзыва. На сайте Metacritic у фильма 70 баллов из 100 на основе 37 рецензий.